# Guillermo Burdisso
Guillermo Enio Burdisso (Altos de Chipión, 26 settembre 1988) è un ex calciatore argentino, di ruolo difensore.

## Biografia
È il fratello minore di Nicolás Burdisso, ex difensore di Inter, Roma, Genoa e Torino. I due hanno giocato insieme con la maglia della Roma nella stagione 2010-2011.

## Carriera

### Club
Il 10 agosto 2010 viene ingaggiato dalla Roma del fratello Nicolás, che lo preleva dal Rosario Central con la formula del prestito con diritto di riscatto. Esordisce in Serie A l'11 settembre 2010, nel match perso per 1-5 contro il Cagliari al Sant'Elia, subentrando a Francesco Totti al 25º minuto di gioco. La settimana successiva gioca la sua seconda ed ultima partita in giallorosso, nel pareggio casalingo per 2-2 contro il Bologna. A fine stagione la Roma decide di non esercitare il diritto di riscatto ed il giocatore fa quindi ritorno al Rosario Central.
Nell'estate del 2011 passa in prestito all'Arsenal Sarandí, con cui disputa 44 partite tra campionato e coppe, realizzando anche sei gol. Al termine della stagione, conclusasi con la vittoria del torneo di Clausura, fa ritorno al Rosario Central.
Il 18 agosto 2012 viene acquistato dal Boca Juniors.
Il 3 febbraio 2014 viene ceduto ai turchi del Galatasaray con la formula del prestito.

### Nazionale
Viene convocato dal CT Diego Armando Maradona per l'amichevole contro la Costa Rica del 27 gennaio 2010. All'esordio con l'albiceleste parte titolare e segna subito il suo primo gol in Nazionale (la partita finirà 3-2 per l'Argentina).

## Statistiche

### Presenze e reti nei club
Statistiche aggiornate al 12 maggio 2013.
| Stagione               | Squadra                | Campionato             | Campionato | Campionato | Coppe nazionali | Coppe nazionali | Coppe nazionali | Coppe continentali | Coppe continentali | Coppe continentali | Altre coppe | Altre coppe | Altre coppe | Totale | Totale |
| Stagione               | Squadra                | Comp                   | Pres       | Reti       | Comp            | Pres            | Reti            | Comp               | Pres               | Reti               | Comp        | Pres        | Reti        | Pres   | Reti   |
| ---------------------- | ---------------------- | ---------------------- | ---------- | ---------- | --------------- | --------------- | --------------- | ------------------ | ------------------ | ------------------ | ----------- | ----------- | ----------- | ------ | ------ |
| 2008-2009              | Rosario Central        | PD                     | 13         | 2          | -               | -               | -               | -                  | -                  | -                  | -           | -           | -           | 13     | 2      |
| 2009-2010              | Rosario Central        | PD                     | 31+2       | 2+1        | -               | -               | -               | -                  | -                  | -                  | -           | -           | -           | 33     | 3      |
| Totale Rosario Central | Totale Rosario Central | Totale Rosario Central | 44+2       | 4+1        |                 |                 |                 |                    |                    |                    |             |             |             | 46     | 5      |
| 2010-2011              | Roma                   | A                      | 2          | 0          | CI              | 0               | 0               | UCL                | 1                  | 0                  | SI          | 0           | 0           | 3      | 0      |
| 2011-2012              | Arsenal Sarandí        | PD                     | 33         | 6          | -               | -               | -               | CL+CS              | 6+5                | 0+0                | -           | -           | -           | 44     | 6      |
| 2012-2013              | Boca Juniors           | PD                     | 22         | 3          | -               | -               | -               | CL+CS              | 8+2                | 0+0                | -           | -           | -           | 39     | 3      |
| Totale carriera        | Totale carriera        | Totale carriera        | 101+2      | 13+1       |                 | 0               | 0               |                    | 22                 | 0                  |             | 0           | 0           | 125    | 14     |

### Cronologia presenze e reti in nazionale
| Cronologia completa delle presenze e delle reti in nazionale ― Argentina | Cronologia completa delle presenze e delle reti in nazionale ― Argentina | Cronologia completa delle presenze e delle reti in nazionale ― Argentina | Cronologia completa delle presenze e delle reti in nazionale ― Argentina | Cronologia completa delle presenze e delle reti in nazionale ― Argentina | Cronologia completa delle presenze e delle reti in nazionale ― Argentina | Cronologia completa delle presenze e delle reti in nazionale ― Argentina | Cronologia completa delle presenze e delle reti in nazionale ― Argentina |
| Data                                                                     | Città                                                                    | In casa                                                                  | Risultato                                                                | Ospiti                                                                   | Competizione                                                             | Reti                                                                     | Note                                                                     |
| ------------------------------------------------------------------------ | ------------------------------------------------------------------------ | ------------------------------------------------------------------------ | ------------------------------------------------------------------------ | ------------------------------------------------------------------------ | ------------------------------------------------------------------------ | ------------------------------------------------------------------------ | ------------------------------------------------------------------------ |
| 26-1-2010                                                                | San Juan                                                                 | Argentina                                                                | 3 – 2                                                                    | Costa Rica                                                               | Amichevole                                                               | 1                                                                        |                                                                          |
| Totale                                                                   |                                                                          | Presenze                                                                 | 1                                                                        |                                                                          | Reti                                                                     | 1                                                                        |                                                                          |

## Palmarès

### Club

#### Competizioni nazionali
- Campionato argentino: 1

Arsenal Sarandí: Clausura 2012
- Coppa di Turchia: 1

Galatasaray: 2013-2014

#### Competizioni internazionali
- Coppa Suruga Bank: 1

Independiente: 2018